# Tina Kids
Cecilia Valentina Keil, mais conhecida pelo nome artístico de Tina Kids, é uma professora, cantora, compositora e produtora argentina radicada  na Espanha. Ela ganhou o Grammy Latino de melhor álbum infantil por “Canta y Juega”.

## Biografia
Tina nasceu em San Martín de Los Andes. Ela iniciou seus estudos na Escola Superior de Música da cidade, e continuou sua formação em Buenos Aires no Conservatório Nacional de Música López Buchardo como professora de flauta e como professora de regência coral no Conservatório Juan José Castro em 2002. Seu álbum, Canta y Juega, produzido por Kenya Autie e Mario Gabriel Sanmarti foi vencedor do Grammy Latino 2020 de melhor álbum infantil e selecionado para o I Programa de Mentoria da Fundação SGAE (Espanha). Seu trabalho mais recente, Alas para Soñar dá nome ao seu novo show.

## Vida pessoal
Tina vive na cidade de Estepona, em Málaga, na Costa del Sol, há mais de vinte anos. Ela é casada com o pianista argentino Mario Sanmartí. O casal tem dois filhos, Sebastián e Julián.

## Discografia
- 2016: Ale Kids 2 (como Tina)
- 2016: Ale Kids 3 (como Tina)
- 2020: Canta y Juega
- 2022: Alas para Soñar